# Thord Junge
Thord Junge, också känd som illusionisten och trollkarlen Charimann, född i Stockholm 1940, död 2001.
Junge började som så många andra illusionister med en trollerilåda som barn. Han spelade barnteater i Stockholm, men utbildade sig slutligen till fotograf, även om det inte blev mycket han kom att utöva detta yrke. I slutet av 1950-talet påbörjade han istället banan som professionell trollkarl, under artistnamnet Charimann. Under åren arbetade Junge mest med kvinnliga assistenter, av vilka Siv Junge, numera Ohlsson, blev hans första fru och mor till hans två döttrar Jeanette Junge och Yvonne Junge. Sedermera gifte han om sig med en senare assistent, Virve Iljama Junge, med vilken han har sönerna Max och Ted.
Junge uppträdde flitigt som trollkarl under årens lopp, både i Sverige och utomlands, och han har också medverkat i flera TV-program såsom Oldsberg – för närvarande, Summern kummar och Skurt.  
I mitten av 1950-talet blev Thord Junge assistent åt cirkusdirektören Trolle Rhodin. Efter det jobbade han många år inom cirkusbranschen, bl.a. med administrativa uppgifter, som reklamman, regissör och konferencier – men uppträdde även med sitt trolleri. Han startade också ett flertal gånger sin egen cirkus, dock med mindre lyckat resultat.
De sista åren arbetade han bl.a. med Cirkus Maximum och Sirkus Finlandia i Finland. Det var under en turné sommaren 2000 med Sirkus Finlandia som Junge insjuknade och efter undersökningar i Sverige befanns han ha drabbats av obotlig cancer.